# Солт Крик Комонс (Индијана)
Солт Крик Комонс (енгл. Salt Creek Commons) насељено је место без административног статуса у америчкој савезној држави Индијана.

## Демографија
По попису из 2010. године број становника је 2.117.
| Група             | 2000.    | 2010.         |
| Белци             | 0 (0,0%) | 1.852 (87,5%) |
| Афроамериканци    | 0 (0,0%) | 22 (1,0%)     |
| Азијати           | 0 (0,0%) | 33 (1,6%)     |
| Хиспаноамериканци | 0 (0,0%) | 175 (8,3%)    |
| Укупно            | 0        | 2.117         |